# SpaceX CRS-14
SpaceX CRS-14 eller SpX-14 var en obemannad flygning till Internationella rymdstationen med SpaceX:s rymdfarkost Dragon. Farkosten sköts upp med en Falcon 9-raket, från Cape Canaveral SLC-40, den 2 april 2018. Farkosten dockades med rymdstationen, med hjälp av Canadarm2, den 4 april 2018.
Farkosten lämnade rymdstationen den 5 maj 2018, några timmar senare återinträdde den i jordens atmosfär och landade i Stilla havet.

## Dragon
Flygningen var den andra för Dragon-kapseln. Första flygningen var CRS-8.

## Falcon 9
Flygningen var den andra för raketens första steg. Första flygningen var CRS-12. Denna gången gjorde man ett förstörande test över öppet vatten.